# Nationalmuseum Damaskus
Koordinaten: 33° 30′ 45,3″ N, 36° 17′ 24,2″ O

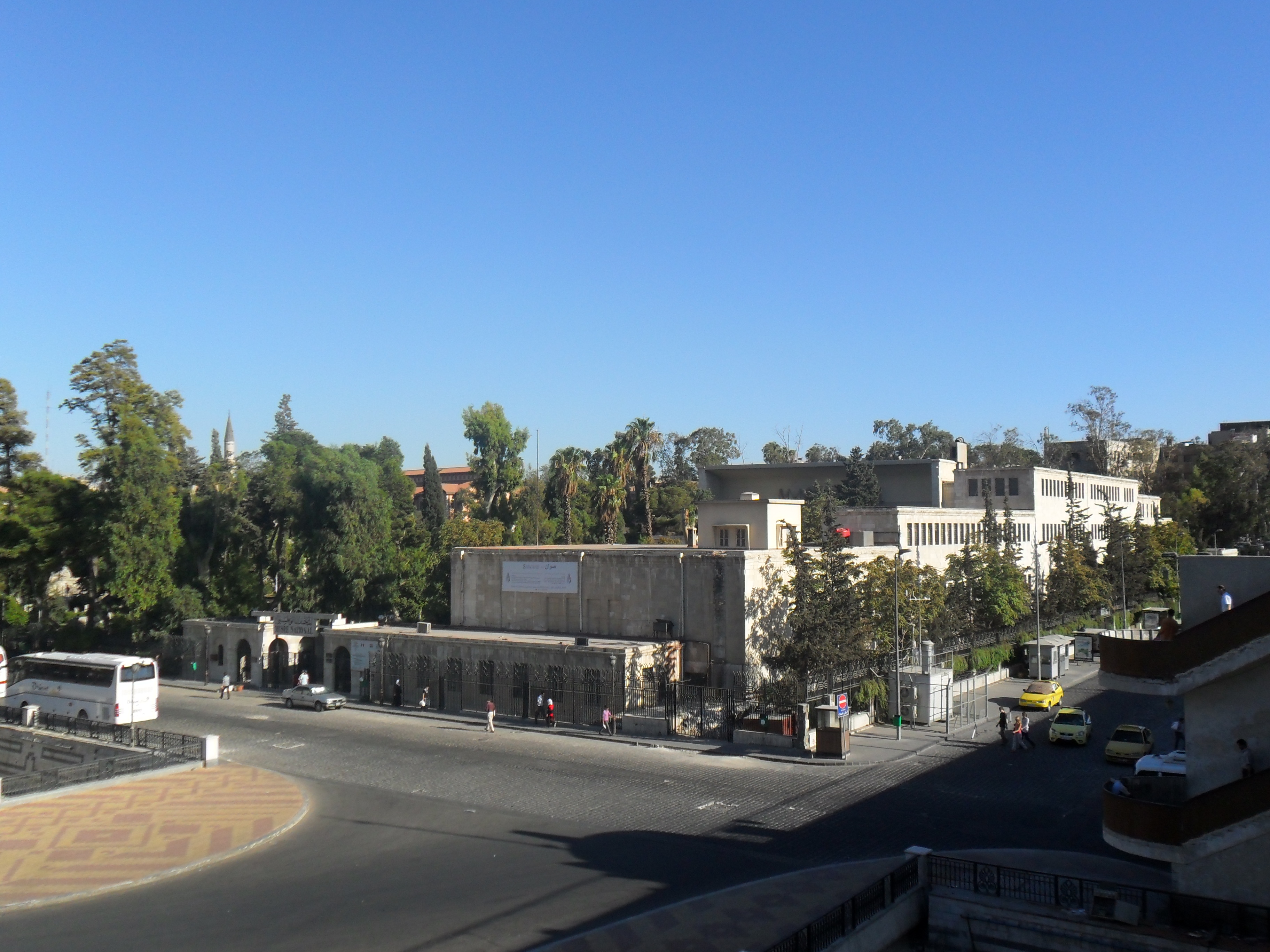
Das Nationalmuseum Damaskus von der Präsidentenbrücke aus gesehen

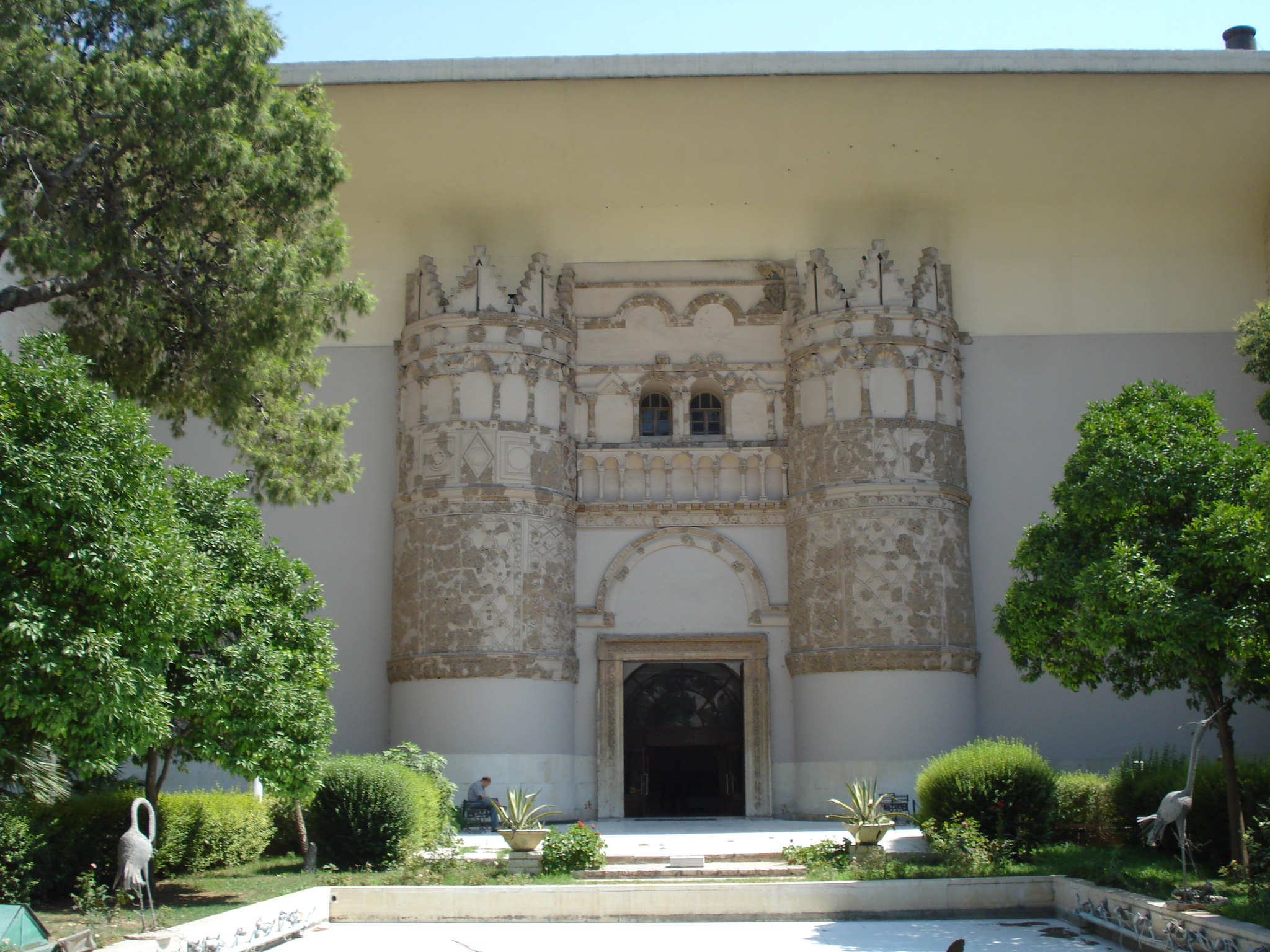
Den Eingang des Museumsgebäudes bildet das monumentale Tor des Umayyaden-Schlosses Qasr al-Heir al-Gharbi aus dem 8. Jahrhundert

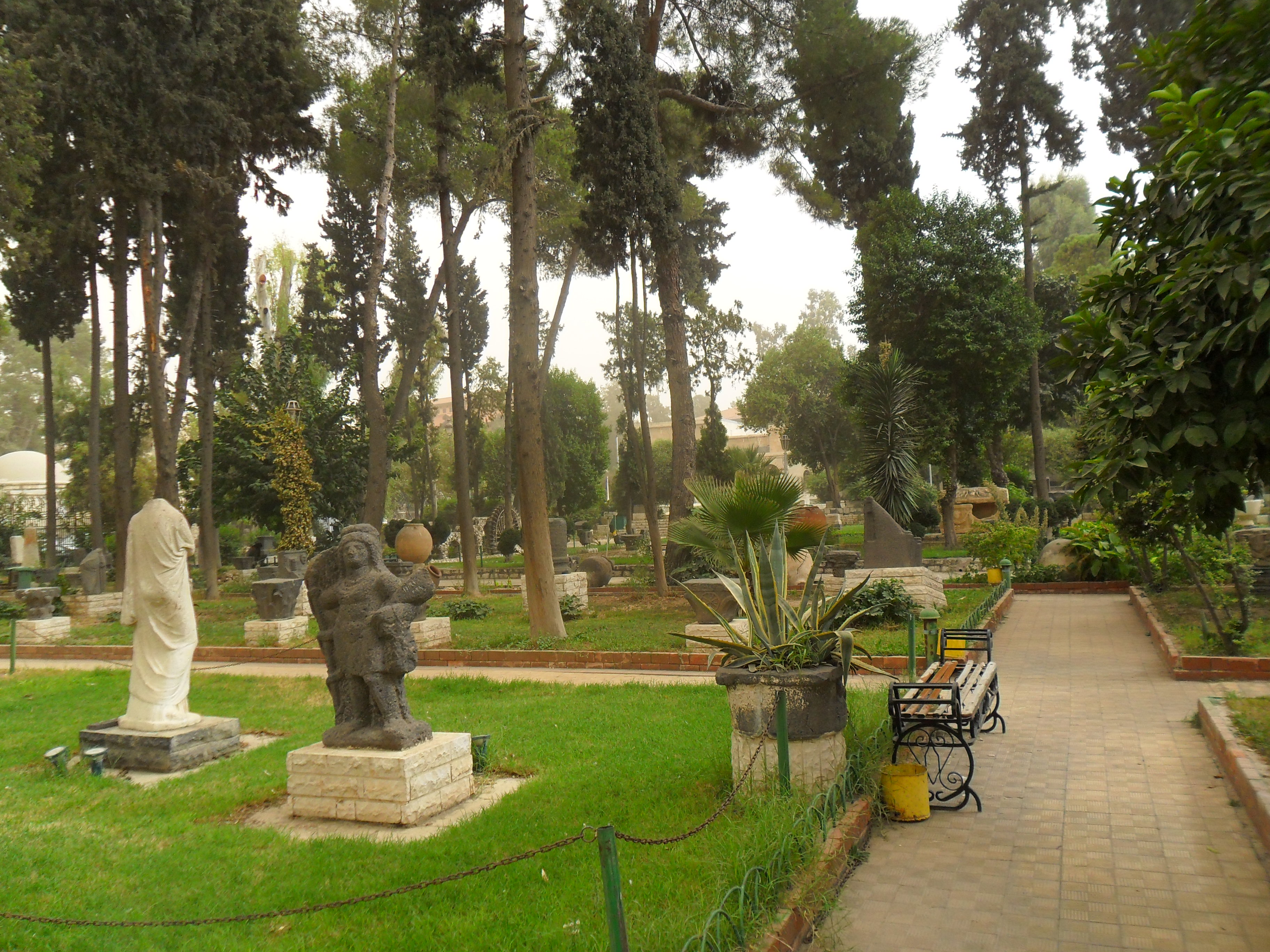
Der Museumsgarten mit antiken Statuen zwischen dem alten Baumbestand

Das Nationalmuseum Damaskus (arabisch متحف دمشق الوطني, DMG Matḥaf Dimašq al-waṭanī) ist das bedeutendste Museum in Syrien. Es wurde 1919 gegründet.

## Anlage
Das langgezogene winkelförmige Gebäude des archäologischen Museums liegt in einem baumbestandenen Garten im Neustadtzentrum im Westen der Altstadt, umgeben von Fakultäten der Universität Damaskus und nördlich der Tekkiye-Moschee. Nachdem die Sammlungen ab dem Jahr 1919 zunächst in der Medrese Adiliye angelegt wurden, wurden die Bestände 1939 in ein ab 1936 errichtetes und 1956 sowie 1975 erweitertes Gebäude transferiert.

## Sammlung
Der Museumsgarten beherbergt dutzende steinerne Zeugnisse aus verschiedenen antiken Epochen Syriens, darunter Statuen, Mosaike, Steintüren und die Miniaturnachbildung einer Noria (auch Naura), ein Schöpfrad aus Hama. Das bedeutendste Stück der Außenausstellung ist das Originaltor des Jagdschlosses Qasr al-Heir al-Gharbi, das im 8. Jahrhundert von den umayyadischen Kalifen Damaskus’ in der syrischen Wüste errichtet wurde.
Das Museum zeigt Funde aus der Frühgeschichte, mit Zeugnissen der Kulturen von Ugarit, Mari und Ebla, der griechisch-römischen Antike mit Funden aus Latakia, Apameia, Hama und der Region Hauran, sowie aus dem islamischen Mittelalter. In einen eigenen Raum wurden prächtige Holztäfelungen und Bemalungen im Stil der Damaszener Bürgerhäuser des 18. Jahrhunderts eingebaut. Zu den bekanntesten Exponaten gehören die Wandmalereien der Synagoge von Dura Europos. Die Besichtigung dieser Wandmalereien wird aus konservatorischen Gründen zeitlich begrenzt. Zudem werden der „Silberfund von Homs“ und die Rekonstruktion des Hypogäums von Yarhai (2. Jahrhundert nach Christus) aus Palmyra ausgestellt.